# Dicarpidium
Dicarpidium é um género botânico pertencente à família Malvaceae.